# Hieronim Wielogłowski
Hieronim Wielogłowski z Wielogłowów herbu Stary Koń (ur. 15 sierpnia 1703 w Krakowie, zm. 1767 w Przemyślu) – administrator diecezji przemyskiej w latach 1764–1765, biskup rzymskokatolicki, biskup pomocniczy przemyski w latach 1761–1767, biskup tytularny bendański od 1760  roku, dziekan przemyskiej kapituły katedralnej od 1760 roku, scholastyk krakowskiej kapituły katedralnej w latach 1758–1765, kanonik krakowskiej kapituły katedralnej prebendy Czechy w latach 1737–1758, archidikon sądecki od 1736 roku, kustosz sądeckiej kapituły kolegiackiejw latach 1729–1736.
Urodził się w rodzinie kasztelana bieckiego Stefana oraz Teresy Otwinowskiej. Święcenia kapłańskie przyjął w 1727. W latach 1761–1767 był biskupem pomocniczym diecezji przemyskiej. Pochowany w podziemiach katedry przemyskiej.